# Zall-Reç
Zall-Reç é uma comuna (em albanês:  komuna) da Albânia localizada no distrito de Dibër, prefeitura de Dibër.